# Kainaba Village
Kainaba Village är en ort i Kiribati.   Den ligger i örådet Tarawa och ögruppen Gilbertöarna, i den centrala delen av landet, 17 km nordost om huvudstaden Tarawa. Kainaba Village ligger 15 meter över havet och antalet invånare är 219.
Terrängen runt Kainaba Village är mycket platt.  Närmaste större samhälle är Tarawa, 16,8 km sydväst om Kainaba Village. 